# ライブ (フェアポート・コンヴェンションのアルバム)
| 専門評論家によるレビュー | 専門評論家によるレビュー |
| レビュー・スコア         | レビュー・スコア         |
| 出典                     | 評価                     |
| ------------------------ | ------------------------ |
| オールミュージック       | [ 1 ]                    |

『ライブ』(Fairport Live Convention)は1974年にアイランド・レコードからリリースされたフェアポート・コンヴェンションのフォークロックアルバム。シドニー・オペラハウス、ロンドン・レインボー、フェアフィールド・ホール、クロイドン、ジョンウッドでライブ録音され、ロンドンのサウンド・テクニックでミックスダウンされた。プロデューサーはトレヴァー・ルーカスとジョン・ウッド。 
アルバムのタイトルは米国とカナダでは『ア・ムーバブル・フィースト (A Moveable Feast)』、ドイツでは『フェアポート・コンヴェンション・ライブ'75 (Fairport Convention Live '75)』とされた。オリジナルのUK版LPのインナースリーブには、バンドメンバーがシドニー・オペラハウスの階段でデイヴ・マタックスが伝説的な「ハリソン・バートウィッスルは最高」シャツを着てふざけているのと一緒にポーズをとった写真が含まれている。 

## トラックリスト

### サイド1
（オリジナルリリースの曲順） 
1. 「マティ・グローヴス」（トラディショナル、編曲：デニー、ペグ、マタックス、ルーカス、スウォーブリック、ドナヒュー）
2. 「ロージー」（スウォーブリック）
3. 「フィドル・スティックス」（トラディショナル、編曲：ルーカス、スウォーブリック、ドナヒュー、マタックス、ペッグ）
4. 「ジョン・ザ・ガン」（デニー）
5. 「サムシング・ユー・ガット」（クリス・ケナー）

### サイド2
1. 「スロース」（トンプソン、スウォーブリック）
2. 「ダーティー・リネン」（トラディショナル。スワーブリック編曲）
3. 「ダウン・イン・ザ・フラッド」（ボブ・ディラン）
4. 「サー・B・マッケンジー」（スウォーブリック、トンプソン、ニコル、マタックス）

### CD化時のボーナストラック
1. 「ザ・ヘクサムシャー・ラス」（ボブ・ダベンポート、トラディショナル。編曲：フェアポート）– 4.09
2. 「ポリー・オン・ザ・ショア」（トラディショナル、編曲：スウォーブリック、ルーカス）– 5.12
3. 「ブリング・エム・ダウン」（ルーカス）– 11.39
4. 「ファー・フロム・ミ―」（ジョン・プライン）– 3.16
5. 「ザットル・ビー・ザ・デイ」（ジェリー・アリソン、バディ・ホリー、ノーマン・ペティ）– 3.19

## パーソネル
- サンディ・デニー – ボーカル、ピアノ
- トレバー・ルーカス – アコースティックギター、ボーカル
- ジェリー・ドナヒュー – エレキギター、ボーカル
- デイヴ・スウォーブリック – フィドル、ボーカル
- デイヴ・ペグ – ベースギター
- デイヴ・マタックス – ドラムス

オリジナルLPのスリーブにはステージミキシングとしてPhil BentonとRoger Proctor、写真：Stephen Westlund、Fabio Nicoll Associatesとデイヴ・マタックスによるデザイン調整にもクレジットされている。